# Francesco Balducci Pegolotti
Francesco Balducci Pegolotti (noto anche come Francesco di Balduccio; fl. 1290-1349) è stato un mercante e politico italiano di Firenze.
Il padre, Balduccio Pegolotti, rappresentò Firenze nelle trattative commerciali con Siena nel 1311. Il fratello, Rinieri di Balduccio, fu sospettato di complicità nella sparizione di una spedizione di oro nel 1332.

## Biografia
Francesco Pegolotti fu un uomo d'affari al servizio della Compagnia dei Bardi, e in questo ruolo lo troviamo ad Anversa dal 1315 (o anche prima) al 1317. Fu direttore della filiale di Londra dal 1317 al 1321, è registrato (come Balduch) per aver trattato direttamente con re Edoardo II d'Inghilterra. Fu a Cipro dal 1324 al 1327, e nuovamente nel 1335. Nel 1324 a Famagusta negoziò una riduzione della tasse di dogana per la Compagnia dei Bardi e per i mercanti fiorentini che i Bardi rappresentavano in quella città. Nel 1335 ottenne dal Re di Armenia alcuni privilegi per i commerci fiorentini. Nel 1331 e in una seconda volta nel 1342 prese parte attiva alla politica fiorentina in qualità di Gonfalionere di Compagnia; nel 1346 ottenne una posizione più rilevante in qualità di Gonfalionere di Giustizia. Nel 1347, quando la Compagnia dei Bardi fallì, Pegolotti fu tra quelli che trattarono le conseguenze della bancarotta.
Tra il 1335 e il 1343 scrisse il testo per cui è famoso, il Libro di divisamenti di paesi e di misuri di mercatanzie e d'altre cose bisognevoli di sapere a mercatanti, noto come Pratica della mercatura. Iniziando con un glossario di termini italiani e stranieri che si usano nei commerci, la Pratica descrive poi tutte le più importanti città di commercio allora note ai mercanti italiani; le merci da importare ed esportare nelle varie regioni; gli affari prevalenti in ognuna di queste regioni e il valore comparato dei monete, pesi e misure.
Il percorso commerciale più lungo descritto da Pegolotti è quello cha da Azov via Astrachan', Khiva, Otrar e Ghulja arriva a Pechino. Descrive anche la via da Laiazzo sulla costa della Cilicia, in Turchia, via Sivas, Erzingan e Erzerum arriva Tabriz in Persia.